# 尼科利斯基托尔若克农村居民点
尼科利斯基托尔若克农村居民点（俄语：Сельское поселение Николоторжское）是俄罗斯联邦沃洛格达州基里洛夫区所属的一个农村居民点。其下辖有86个居民点，行政中心为尼科利斯基托尔若克。据2015年统计，该农村居民点的人口为1468人。